# Балезон
Балезон (фр. Ballaison) је насељено место у Француској у региону Рона-Алпи, у департману Горња Савоја.
По подацима из 2011. године у општини је живело 1359 становника, а густина насељености је износила 1359,0 становника/km².

## Демографија
| 1962. | 1968. | 1975. | 1982. | 1990. | 2011. |
| ----- | ----- | ----- | ----- | ----- | ----- |
| 498   | 486   | 548   | 655   | 930   | 1.359 |